# Hylobates abbotti
Il gibbone del Borneo occidentale (Hylobates abbotti Kloss, 1929) è un primate endemico del Borneo appartenente alla famiglia degli Ilobatidi.

## Descrizione
Il gibbone del Borneo occidentale può raggiungere un peso di 5,5-6 kg (nelle femmine) o di 5,9-6,4 kg (nei maschi). Presenta una colorazione dai toni grigio medi, con testa e pancia un po' più scure. Mani e piedi sono dello stesso colore del resto del corpo. I peli sulla parte superiore della testa sono disposti a forma di ventaglio dalla fronte alle spalle e sono molto più lunghi sopra le orecchie.

## Biologia
Questo primate vive in foreste decidue primarie e secondarie e in foreste tropicali sempreverdi, spesso caratterizzate da un gran numero di alberi di Dipterocarpacee. Può anche sopravvivere in foreste dove vengono praticati abbattimenti selettivi, a condizione che vengano lasciati abbastanza alberi da frutto. Come la maggior parte dei gibboni, i gibboni del Borneo occidentale si nutrono di frutti maturi, foglie giovani, fiori e insetti. Fino ad ora la specie non è stata oggetto di ricerche dettagliate sulla nutrizione, sul comportamento sociale e sulla riproduzione.

## Distribuzione e habitat
Occupa un areale a forma di fetta di torta nella parte occidentale dell'isola, a nord del fiume Kapuas, spingendosi al centro di essa fino ai monti Müller; l'areale ricade quasi interamente entro i confini della provincia indonesiana di Kalimantan Barat, fatta eccezione per un piccolo tratto comprendente l'estremità occidentale dello stato malese del Sarawak.

## Tassonomia
Il gibbone del Borneo occidentale venne descritto per la prima volta nel 1929 dallo zoologo inglese Cecil Boden Kloss come Hylobates cinereus abbotti. Per lungo tempo è stato considerato una sottospecie del gibbone di Müller. Recenti studi morfologici e genetici, tuttavia, hanno dimostrato che si tratta di una specie separata. Il suo areale si sovrappone nelle zone di confine con quelli delle altre tre specie di gibboni del Borneo. Nelle regioni centrali dell'isola, il gibbone del Borneo occidentale può incrociarsi con il gibbone dalla barba bianca (H. albibarbis).